# Uíge (provincie)
Uíge is een van de achttien provincies van Angola. Uíge ligt in het noordwesten van het land, heeft geen kustlijn en grenst in het noorden en het oosten aan buurland de Democratische Republiek Congo. In het zuidoosten grenst Uíge aan de provincie Malanje, in het zuiden aan Cuanza Norte en in het zuidwesten aan de provincie Bengo. In het westen grenst Uíge aan de provincie Zaire.
Uíge was een van de provincies die het zwaarst getroffen werden door de 26 jaar durende Angolese burgeroorlog.
Van oktober 2004 tot mei 2005 werd de provincie getroffen door het aan Ebola verwante Marburgvirus. Hierbij vielen toen honderden doden.

## Gemeenten
- Zombo
- Quimbele
- Damba
- Mucaba
- Macocola
- Bembe
- Buengas
- Sanza Pombo

- Alto Cauale
- Puri
- Uíge
- Negage
- Quitexe
- Ambuila
- Songo

## Economie
- Landbouw: koffie, cassave, rijst, bonen, ananas, aardappelen, cacao, palmolie en tabak.
- Mijnbouw: koper, zilver en polymetalen.
- Industrie: bouwmateriaal en wijn.